# Conferenza di Poros
La Conferenza di Poros fu un incontro tenuto nel 1828 da diplomatici britannici, francesi e russi per determinare i confini della Grecia indipendente.

## Sfondo
Nel 1821 i greci si erano ribellati contro l'Impero ottomano. Poiché la difficile situazione greca attirava molta simpatia, nel 1827 le flotte britannica, francese e russa distrussero le flotte ottomane ed egiziane nella battaglia di Navarino. Dopo la battaglia, la conferenza di Londra, composta dal ministro degli Esteri britannico e dagli ambasciatori francese e russo alla corte di San Giacomo, si riunì per determinare quali sarebbero stati i confini della Grecia, una volta ottenuta l'indipendenza dall'Impero ottomano.

## La conferenza
Incapaci di raggiungere un accordo a Londra, gli ambasciatori britannico, francese e russo presso la Sublime Porta furono incaricati di incontrarsi sull'isola di Poros nel settembre 1828 per risolvere la questione. Le opzioni principali erano due:
- Comprendere la Grecia interamente a sud di una linea che andava dal Golfo di Volos fino ad Arta.
- Comprendere la Grecia solo nel Peloponneso, mentre tutto il nord dell'istmo di Corinto doveva rimanere ottomano.

C'erano anche altre due opzioni intermedie tra i due estremi. Secondo il memorandum presentato da Giovanni Capodistria il confine settentrionale greco doveva raggiungere una linea da Delvino a Salonicco o almeno la linea più meridionale da Preveza a Lamia. Dopo molte discussioni, i tre ambasciatori riferirono che la Grecia doveva estendersi da Arta al Golfo di Volos con le isole di Eubea e Samo, e forse includendo anche Creta. La principale voce pro-greca alla conferenza venne sostenuta da Stratford Canning. Tutti gli ambasciatori riferirono che questa era la linea più difendibile possibile e limitare lo stato greco al Peloponneso avrebbe causato la fuga di centinaia di migliaia di greci a sud, travolgendo lo stato ellenico a corto di liquidità. La conferenza concluse anche che la Grecia doveva essere una monarchia.

## Risultato
Il primo ministro britannico, il duca di Wellington, che era ostile all'idea di concedere l'indipendenza alla Grecia, respinse il rapporto della Conferenza, affermando che il suo scopo "non era quello di conquistare il territorio dalla Porta, ma di pacificare un paese in stato di insurrezione". Wellington dichiarò che voleva che lo stato greco fosse composto solo dal Peloponneso con il resto della Grecia che rimaneva ottomano. Gran Bretagna, Francia e Russia accettarono le raccomandazioni della Conferenza di Poros solo come base per i negoziati, cosa che portò Canning a dimettersi con indignazione. La Sublime Porta credeva ancora che la guerra potesse essere vinta e, avendo già rifiutato la richiesta di armistizio, respinse anche le raccomandazioni della conferenza. Tuttavia, dopo essere stati sconfitti nella guerra russo-turca del 1828-29, gli ottomani furono finalmente costretti ad accettare l'idea dell'indipendenza greca. Secondo i termini del Trattato di Adrianopoli, nel settembre 1829, gli ottomani promisero di accettare qualsiasi decisione raggiunta dalla Conferenza di Londra.
Il 3 febbraio 1830, la Conferenza di Londra decise di offrire al principe Leopoldo di Sassonia-Coburgo il trono greco, con un confine molto al di sotto di quello deciso dalla Conferenza di Poros. Ciò indusse Leopoldo a rifiutare l'offerta del trono greco il 21 maggio 1830, dicendo che avrebbe accettato un trono greco solo con i confini concordati alla Conferenza di Poros.